# The Spoilers
 The Spoilers és una pel·lícula estatunidenca dirigida per Ray Enright estrenada el 1942.

## Argument
El 1900, a Nome, a Alaska, els descobridors de fonts auríferes veuen les seves explotacions amenaçades per l'afluència de buscadors d'or vinguts d'arreu dels Estats Units. Roy Glennister i Al Dextry es defensen contra un cert Galloway, que intenta apropiar-se del seu terreny. Els dos socis tenen darrere d'ells Cherry Malotte, dona influent a qui pertany el saloon de la ciutat, i que manté una relació amb Roy.
Arriben a Nome Alexander McNamara, comissari de l'or, el jutge Horace Stillman, i la seva neboda Helen Chester. Són enviats pel govern per tal d'aportar a la ciutat un mínim de justícia. Roy és de l'opinió de confiar en els dos homes de lleis per arreglar el conflicte de Galloway, Mentre Al, desconfiat, prefereix defensar les seves terres amb el seu fusell anomenat Betty. Finalment, Roy accepta confiar al banc la caixa forta que conté els fruits del seu treball, durant els pocs dies necessaris del procés. Durant aquest temps, Helen s'enammora de Roy mentre Cherry atreu les cobdícies de McNamara.
Quan arriba l'hora del veredicte, el jutge Stillman pronuncia que la decisió s'ajorna 90 dies. A més, bloqueja la caixa forta dipositada al banc i a Roy li prohibeix de recuperar-la. Tots els miners comprenen aleshores que McNamara i Stillman són dos homes corroptes que han vingut a aprofitar-se de la situació. Es reagrupen per ajudar Roy i Dextry. Al principi, roben el banc per tal d'agafar el cofre. Durant el robatori, el xèrif és abatut per un home que apuntava a Roy. McNamara ho aprofita per acusar aquest i el fa empresonar per homicidi.
Els dos pirates preparen una trampa: preveuen deixar escapar-se Roy per tal de poder abatre'l legítimament quan intenti escapar-se. Feliçment, Helen s'oposa a aquest homicidi i avisa Cherry del pla. Aquesta va a la presó per salvar Roy. Una vegada escapat, reagrupa de nou els honrats miners i junts recuperen el terreny de Roy i Dextry per la força.
Quan veu que la partida és perduda, el jutge intenta fugir, però Roy arriba a temps per agafar-lo. Pel que fa a McNamara, Cherry usa el seu encant per entretenir-lo durant les hostilitats. Quan intenta forçar Cherry, arriba Roy. Els dos homes es barallen llavors en el saloon. Finalment, els bandits són detinguts i lliurats a la justícia.

## Repartiment
- Marlène Dietrich: Cherry Malotte
- Randolph Scott: Alexander McNamara
- John Wayne: Roy Glennister
- Margaret Lindsay: Helen Chester
- Harry Carey: Al Dextry
- Richard Barthelmess: « Bronco Kid » Farrow
- George Cleveland: Banty
- Samuel S. Hinds: jutge Horace Stillman
- Russell Simpson: Flapjack Sims
- William Farnum: Wheaton
- Marietta Canty: Idabelle
- Jack Norton: M. Skinner
- Charles Halton: Jonathan Stuve

I, entre els actors que no surten als crèdits:
- Irving Bacon: El director de l'hotel
- Robert W. Service: el poeta

## Premis i nominacions

### Nominacions
- 1943. Oscar a la millor direcció artística per John B. Goodman, Jack Otterson, Russell A. Gausman i Edward R. Robinson